# آزیتا راجی
آزیتا راجی (انگلیسی: Azita Raji؛ ۲۹ سپتامبر ۱۹۶۱ – ۸ فوریه ۲۰۲۲) دیپلمات و بانکدار ایرانی-آمریکایی ساکن کالیفرنیا و یکی از اعضای کمیسیون ریاست‌جمهوری برای بورسیه‌های کاخ سفید که به عنوان نخستین زن سفیر ایالات متحده در سوئد برگزیده شده‌بود.

## زندگی‌نامه
آزیتا راجی متولد تهران است و سال‌های کودکی و نوجوانی را در ایران و کشورهای اروپای غربی گذرانده است. وی مدرک دیپلم را از «دبیرستان بین‌المللی لوزان» در سوئیس دریافت کرد، و در آنجا علاوه بر موفقیت‌های درسی، در رشته‌های اسکی و شطرنج هم رقابت می‌کرد. خانم راجی در ۱۷ سالگی در ایالات متحده وارد دانشگاه شد. آزیتا راجی کارشناسی معماری و زبان فرانسه، و کارشناسی ارشد بودجه را از دانشگاه کلمبیا در نیویورک اخذ کرده و تحلیلگر معتمد مالی و عضو کمیته برتون وودز است. وی در کشورهای خاورمیانه، آمریکای لاتین، اروپای غربی و خاور دور زندگی، تحصیل و کار کرده و علاوه بر فارسی و انگلیسی، به زبان فرانسه هم تسلط دارد. وی اینک با خانواده‌اش ساکن شمال کالیفرنیا است.
خانم راجی در کارزار انتخاباتی، باراک اوباما در سال ۲۰۱۲ (۱۳۹۱)، معاون رئیس بودجه ملی و رئیس صندوق پیروزی در ایالت‌های مردد بود. وی همچنین از سال ۲۰۰۸ (۱۳۸۷) عضو «هیئت مشورتی کمیته ملی حزب دموکرات» بوده‌است.
کاخ سفید خانم آزیتا راجی را یک استراتژیست بازرگانی، و یکی از مدیران پیشین بازار بورس نیویورک معرفی کرده که تخصص و تجربه‌اش در بازارهای مالی و اقتصاد جهانی، و تفکر استراتژیکش را در بسیاری از وظایف رهبری در بخش خصوصی به‌کار گرفته – از جمله در مشاغلی همچون ریاست هیئت امناء، بنیان‌گذار همراه، و نیز مشاور در شوراهای ملی و کمیته‌های منصوب مانند کمیسیون ریاست جمهوری برای بورسیه‌های کاخ سفید، کالج برنارد در دانشگاه کلمبیا، برنامه سرمایه‌گذاری تجاری اجتماعی در کالج بازرگانی دانشگاه کلمبیا، گالری ملی پرتره‌ها در انستیتوی اسمیتسونین، مشارکت ملی برای زنان و خانواده‌ها، و بسیاری از نهادهای دیگر.
پس از انتخاب راجی به‌عنوان سفیر ایالات متحده در سوئد، برخی رسانه‌های هندی او را هندی‌تبار معرفی کردند. از جملهٔ این رسانه‌ها روزنامهٔ تایمز هندوستان بود که کمی بعد گزارش خود را اصلاح کرد.
راجی در مراسم اهدای جوایز نوبل، نامهٔ باب دیلن که برندهٔ جایزهٔ نوبل ادبیات شده بود را به نمایندگی از او خواند.

## درگذشت
وی پس از تحمل یک دوره بیماری در ۸ فوریه ۲۰۲۲ در سن ۶۰ سالگی درگذشت.

## سمت‌ها و فعالیت‌ها
- عضو کمیسیون فرصت‌های مطالعاتی رئیس‌جمهور در کاخ سفید از سال ۲۰۱۳
- عضو هیئت مشاوران شورای مشورتی اقتصادی در مرکز پیشرفت‌های آمریکا

- Advisory Board Member of the Columbia Business School Social Enterprise Program since ۲۰۱۱
- Trustee and Executive Committee Member of Barnard College at Columbia University since ۲۰۱۰
- Founding Co-chair and Advisory Board Member of Athena Center for Leadership Studies at Barnard College from 2009 to ۲۰۱۳
- Member of the Institute for Chartered Financial Analysts since ۱۹۹۱
- National Finance Vice-Chair for Obama for America in ۲۰۱۲
- Commissioner of the Smithsonian National Portrait Gallery since ۲۰۱۴
- Director of the National Partnership for Women and Families, a Member of the Bretton Woods Committee since ۲۰۱۳